# Nhiễm sắc thể tương đồng

Kiểu nhân (karyotype) hay nhiễm sắc thể đồ của người. Nam giới có 22 cặp nhiễm sắc thể tương đồng và một cặp không tương đồng là XY; còn nữ giới có 23 cặp nhiễm sắc thể tương đồng.

Các nhiễm sắc thể tương đồng là những nhiễm sắc thể có hình dạng, kích thước, phân bố các lô-cut gen và vị trí tâm động như nhau. Tuy phân bố các lô-cut gen (vị trí của các gen trên nhiễm sắc thể) giữa các nhiễm sắc thể tương đồng là như nhau, nhưng các alen trong mỗi lô-cut có thể giống nhau hoặc khác nhau.
Các nhiễm sắc thể tương đồng chỉ tồn tại ở những loài sinh vật nhân thực. Ở trường hợp loài sinh sản hữu tính có giao phối, thì tại một cơ thể bình thường (không đột biến), các nhiễm sắc thể tương đồng tồn tại thành từng cặp, trong mỗi cặp có hai chiếc mà một do bố truyền cho, còn chiếc kia là do mẹ truyền, gọi là cặp nhiễm sắc thể tương đồng khác nguồn gốc hay các nhiễm sắc thể không chị em. Tại một cơ thể loài này mà có đột biến dị bội hoặc đa bội, thì các nhiễm sắc thể tương đồng có thể gồm nhiều hơn hai chiếc, do đó có thể có hai hay nhiều hơn số nhiễm sắc thể tương đồng cùng nguồn (cùng do bố hoặc cùng do mẹ truyền cho).

## Lịch sử
Mặc dù nhiễm sắc thể được phát hiện từ khoảng giữa thế kỉ XIX nhờ các nhà khoa học Schleiden, Virchow và Bütschli, nhưng đến mãi những năm đầu của thập niên 1900, thì William Bateson và Reginald Punnett mới phát hiện sự tồn tại của các nhiễm sắc thể tương đồng này, sau đó đã được Thomas Hunt Morgan khám phá thêm.

## Tổng quan
Nhiễm sắc thể - về mặt di truyền học - thực chất là phân tử deoxyribonucleic acid (DNA) đã đóng xoắn nhiều cấp cùng với các loại prôtêin khác nhau mà chủ yếu là histôn, có đơn vị cơ bản là nucleoxom tạo thành tổ hợp gọi là chất nhiễm sắc hay crô-ma-tin. Mỗi cặp nhiễm sắc thể tương đồng gồm hai nhiễm sắc thể có kiểu nhuộm băng như nhau.
Trong quá trình giảm phân hình thành giao tử, các nhiễm sắc thể tương đồng bắt cặp với nhau, hiện tượng này gọi là tiếp hợp nhiễm sắc thể. Trong tiếp hợp có thể có trao đổi chéo giữa hai nhiễm sắc thể tương đồng cùng nguồn (hai nhiễm sắc thể chị em) hay khác nguồn (hai nhiễm sắc thể không chị em), gây ra hiện tượng gen hoán vị. Các nhiễm sắc thể chị em với nhau có các alen trong mỗi lô-cut giống nhau, còn các nhiễm sắc thể không chị em thường có các alen trong mỗi lô-cut khác nhau.

Sơ đồ trao đổi chéo gây tái tổ hợp gen ở một cặp nhiễm sắc thể người. Cả bốn chiếc đều là các nhiễm sắc thể tương đồng, nhưng chỉ những chiếc khác màu nhau (xanh và đỏ) mới là khác nguồn (không chị em).